# John A. McDowell

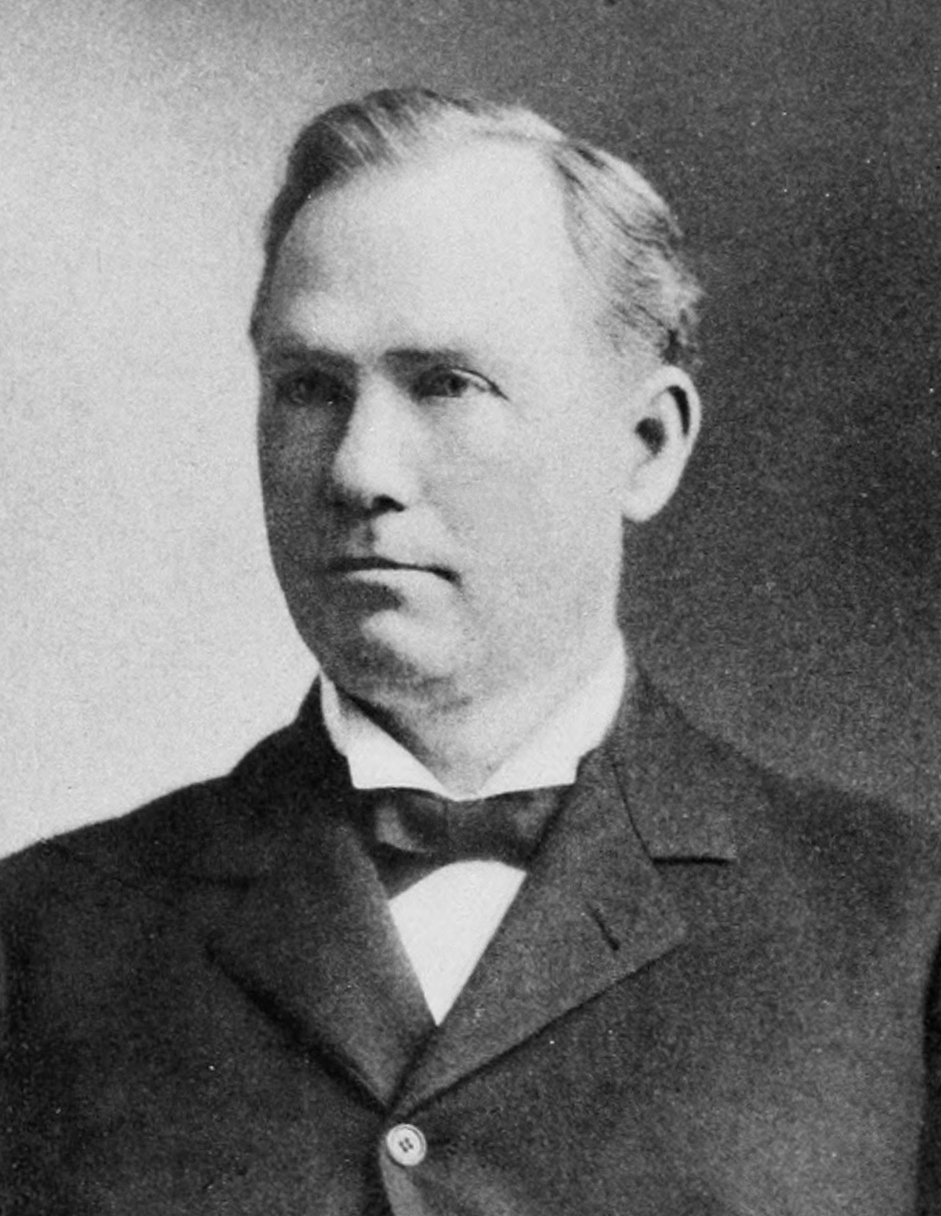
John A. McDowell

John Anderson McDowell (* 25. September 1853 in Killbuck, Holmes County, Ohio; † 2. Oktober 1927 in Cleveland, Ohio) war ein US-amerikanischer Politiker. Zwischen 1897 und 1901 vertrat er den Bundesstaat Ohio im US-Repräsentantenhaus.

## Werdegang
John McDowell besuchte die öffentlichen Schulen seiner Heimat, die Millersburg High School und das Lebanon Normal College, ebenfalls in Ohio. Zwischen 1870 und 1877 war er Lehrer an den öffentlichen Schulen in seiner Heimat. Danach leitete er in den Jahren 1877 bis 1879 die Millersburg High School. Von 1879 bis 1896 war er als Schulrat für die Schulen in Millersburg zuständig. Dazwischen absolvierte er im Jahr 1887 das Mount Union College in Alliance. Auch in den folgenden Jahren arbeitete er im Schuldienst. Von 1896 bis 1917, mit der Unterbrechung während seiner Kongresszeit, lehrte er am College of Wooster. Politisch war er Mitglied der Demokratischen Partei.
Bei den Kongresswahlen des Jahres 1896 wurde McDowell im 17. Wahlbezirk von Ohio in das US-Repräsentantenhaus in Washington, D.C. gewählt, wo er am 4. März 1897 die Nachfolge von Addison S. McClure antrat. Nach einer Wiederwahl konnte er bis zum 3. März 1901 zwei Legislaturperioden im Kongress absolvieren. In diese Zeit fiel der Spanisch-Amerikanische Krieg von 1898. Im Jahr 1900 wurde McDowell von seiner Partei nicht mehr zur Wiederwahl nominiert.
Nach dem Ende seiner Zeit im US-Repräsentantenhaus setzte McDowell seine Laufbahn im Schuldienst fort. Von 1908 bis 1927 war er neben seinen anderen Aufgaben im Schuldienst auch Schulrat in Ashland. Zwischen 1911 und 1922 fungierte er als Kurator des State Normal College in Kent. Im Jahr 1921 wurde er Präsident der Northeastern Ohio Teachers’ Association und 1926 der Ohio State Teachers’ Association. Außerdem befasste er sich mit landwirtschaftlichen Angelegenheiten. Er starb am 2. Oktober 1927 in Cleveland und wurde in Millersburg beigesetzt.